# Clements Markham

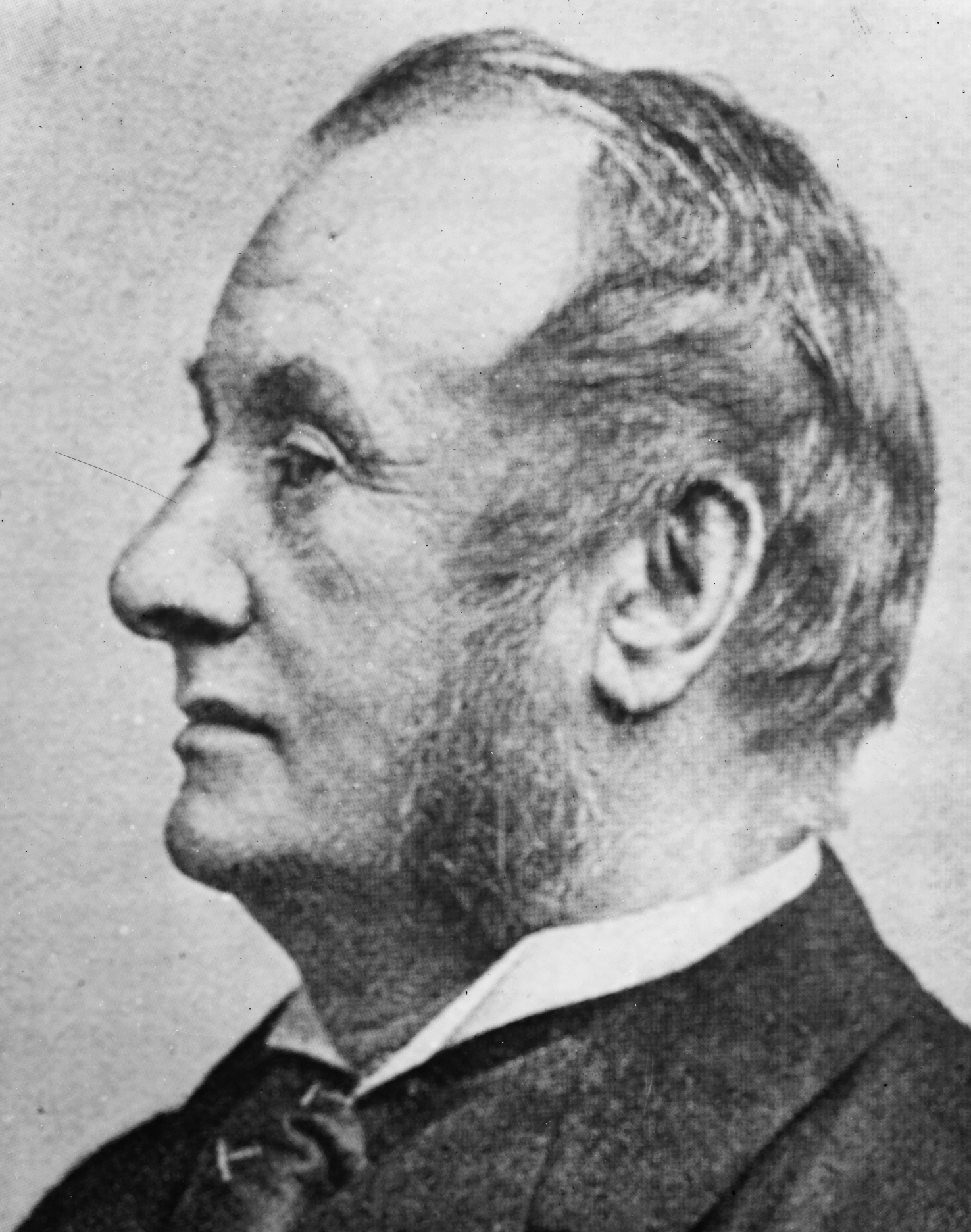
Clements Markham

Sir Clements Robert Markham (* 20. Juli 1830 in Stillingfleet, Yorkshire; † 30. Januar 1916 in London) war ein britischer Entdecker, Autor und Geograph.
Als Präsident der Royal Geographical Society gegen Ende des 19. Jahrhunderts spielte Markham eine wesentliche Rolle bei der Organisation und Finanzierung britischer Polarexpeditionen. Auf seinen Vorschlag geht beispielsweise die Ernennung von Robert Falcon Scott als Leiter der Discovery-Expedition (1901–1904) zurück. Markhams persönliches Hauptziel war es, dass ein Brite als erster die beiden Pole der Erde erreichte, ein Ziel, das jedoch nicht verwirklicht wurde.

## Leben und Werk
Markham wurde in Stillingfleet, Yorkshire, geboren und an der Westminster School erzogen. Er trat 1844 in die Royal Navy ein und war als solcher Mitglied der Mannschaft, die nach John Franklin suchten. Nach seiner Rückkehr von dieser Suchmission wurde Markham zum Lieutenant befördert, er trat jedoch 1852 aus der Royal Navy mit dem Ziel aus, Entdecker in Südamerika zu werden. Dieses Ziel musste er jedoch vorläufig zurückstellen, da der Tod seines Vaters für ihn schwierige finanzielle Verhältnisse zur Folge hatte. Um diese zu beheben, musste er eine Reihe von Bürojobs in London annehmen.
Als Angestellter des India Office gelang es Markham jedoch, seine Vorgesetzten davon zu überzeugen, den peruanischen Chinarindenbaum nach Indien auszuführen. Damit war ihm die Möglichkeit gegeben, seiner Reiselust zu frönen. Dass dieser Baum, dessen Rinde bei Malaria-Erkrankungen einzusetzen war, erfolgreich in Indien und anderen britischen Kolonien angepflanzt werden konnte, ist maßgeblich auf Markham zurückzuführen.
Im Jahr 1864 wurde er zum Mitglied der Leopoldina gewählt. Von 1865 bis 1866 hielt er sich im damaligen Ceylon, dem heutigen Sri Lanka, und Indien auf, wo er die dortigen Chinarindenbaum-Plantagen besuchte. Als Geograph begleitete er eine Expedition nach Äthiopien und schloss sich im Jahre 1874 einer Arktis-Expedition an, die ihn bis Grönland führte. Während dieser Zeit befasste er sich viel mit der Methodik, mit der die Royal Navy die Arktis-Expeditionen anging. Hierzu gehörte das sogenannte Man-hauling, bei dem die Expeditionsteilnehmer große Lasten auf Transportschlitten zu Fuß ziehen mussten. Er hielt an dieser Methodik auch noch fest, als andere Nationen (wie beispielsweise die Norweger rund um Roald Amundsen) die Überlebenstechniken der Eskimos erprobten und für ihre Zwecke adaptierten, wie zum Beispiel den Einsatz von Schlittenhunden.
Von 1867 bis 1877 leitete er die geographische Abteilung des britischen „Indian Office“ und von 1863 bis 1888 diente er als Sekretär der Royal Geographic Society. Von 1893 bis 1905 war er der Präsident dieser Gesellschaft. Seine Wahl zum Präsidenten fiel in eine Zeit, als das Interesse an Polarexpeditionen wieder zunahm. Zu einer Finanzierung einer Antarktis-Expedition durch die britische Admiralität kam es jedoch nicht, da aufgrund des beginnenden Wettrüstens mit Deutschland die dafür notwendigen finanziellen Mittel anderweitig eingesetzt werden sollten.
Markham versuchte daraufhin, eine privat finanzierte Expedition auf die Beine zu stellen, was sich als sehr schwierig herausstellte. Die Expedition, die schließlich von Robert Falcon Scott geleitet wurde, kam letztendlich nach zwei Jahren Verzögerung nur zustande, nachdem doch noch 45.000 £ beigesteuert wurden.
Am 20. Mai 1896 wurde er als Knight Commander des Order of the Bath (KCB) geadelt.
Nach Markham sind unter anderem Mount Markham, Markham Island, Clements Island und die Markham Bay in der Antarktis, der Clements-Markham-Gletscher in Grönland, die Landspitze Markham Point an der Nordküste Südgeorgiens und der Fluss Markham in Papua-Neuguinea benannt. Das Kap Minna Bluff in der Antarktis trägt den Namen seiner Ehefrau.

## Schriften (Auswahl)
- Proceedings of the Royal Geographical Society 1872–1878 (Herausgeber)
- Franklin's Footsteps : a sketch of Greenland along the shores of which his expedition passed, and of the Parry Isles where the last traces of it were found. – London : Chapman and Hall, 1853
- Cuzco: a Journey to the Ancient Capital of Peru; with an Account of the History, Language, Literature and Antiquities of the Incas; and Lima: a Visit to the Capital and Provinces of Modern Peru. – London: Chapman and Hall, 1856 (Neuauflage: Periodicals Service Company, 1972, ISBN 0-527-61450-5)
- Travels in Peru and India : while superintending the collection of chinchona plants ... and their introduction into India. – London : John Murray, 1862
- Contributions towards a Grammar and Dictionary of the Quichua, the Language of the Incas of Peru. – London : Trübner & Co. 1864
- Report on the Irrigation of Eastern Spain. – London, 1867
- A History of the Abyssinian Expedition. – London : Macmillan, 1869
- Life of the great Lord Fairfax : commander-in-chief of the Army of the Parliament of England. – London : Macmillan, 1870
- Ollanta, a Quichua Drama. – London : N. Truner &.Co., 1871
- Memoir on the Indian Surveys. – London : Allen & Co., 1871 (Neuauflage: New Delhi, Manohar, 2004, ISBN 81-7304-526-7)
- A General Sketch of the History of Persia (1873)
- The Threshold of the Unknown Region. – London : S. Low, Marston, Low & Searle, 1873
- Memoir of the Lady Anna di Osoria, Countess of Chinchona and Vice-Queen of Peru. – London, 1874
- Narratives of the Mission of George Bogle to Tibet, and of the Journey of Thomas Manning to Lhasa. – London, 1879
- Memoir of the Indian Surveys. – London : WH Allen and Co., 1878 (Nachdruck: New Delhi, Manohar, 2004, ISBN 81-7304-526-7)
- Peru (1880)
- The War between Chili and Peru, 1879-1882. – London, Edinburgh : S. Low, Marston, and Company, 1883
- The Sea Fathers : A Series of Lives of Great Navigators of Former Times. – London : Cassell, 1884
- The Fighting Veres : Lives of Sir Francis Vere, general of the queen's forces in the Low countries, governor of the Brill and of Portsmouth, and of Sir Horace Vere, general of the English forces in the Low countries, governor of the Brill, master-general of ordnance, and baron Vere of Tilbury. – London : Sampson, Low, Marston, Searle & Rivington, 1888.
- Paladins of Edwin the Great (1896)
- A life of John Davis, the navigator, 1550–1605 : discoverer of Davis Straits. – New York : Dodd, Mead; London : George Philip & Sons, 1889
- A History of Perú. Sergel & Co., Chicago 1892
- The Journal of Christopher Columbus (during his first voyage, 1492 -93), and documents relating to the voyages of John Cabot and Gaspar Corte Real. - London : Chas. J. Clark, 1893
- Richard III : His Life and Character Renewed in the Light of Recent Research. – London : Smith, Elder, and Co., 1906
- The Incas of Peru. – London : Smith, Elder, and Co., 1910
- Narrative of the Embassy of Ruy Gonzalez De Clavijo to the Court of Timour, at Samarcand, A.D.1403-6: Translated, for the First Time, with Notes, a Preface and an Introductory Life of Timour Beg. (Gebundene Ausgabe) 1859